# Folkminnen (radioprogram)
Folkminnen var ett  radioprogram i Sveriges Radio P1 som handlade om folkliga sedvänjor, sägner, gåtor, lekar, ordstäv och talesätt. 
Programmet började sändas 1990, och var då en efterföljare till programmet Folkloristisk brevlåda. Programledare för Folkminnen var etnologen och författaren Bengt af Klintberg, och bisittare var visforskaren Christina Mattsson, före detta P2-chef och senare Nordiska museets chef. Programmet behandlade frågor och berättelser som skickades in av lyssnarna. Ofta ställde af Klintberg och Mattsson frågor tillbaka till lyssnarna, till exempel om den geografiska spridningen hos olika seder eller talesätt. 
Folkminnen lades ned vid årsskiftet 2004/2005. Specialprogram med inslag från tidigare säsonger har även efter programmets nedläggning sammanställts och sänts vid större högtider, till exempel påsk och midsommar. Programmen fortsatte hösten 2016 som Folkminnespodden, en podcast med Bengt af Klintberg och Christina Mattsson.
År 2007 gav Klintberg ut boken Folkminnen med en inledning av Christina Mattsson. Den behandlar några av de mest intressanta ämnena under radioprogrammets historia. I samband med utgivningen av boken överlämnades också omkring 20 000 brev som genom åren inkommit från lyssnarna till Nordiska museets arkiv.